# مرشی
مرشی (به انگلیسی: Morshi) یک منطقهٔ مسکونی در هند است که در بخش امراواتی واقع شده‌است. مرشی ۲۵٫۲ کیلومتر مربع مساحت و ۸۹٬۳۳۳ نفر جمعیت دارد.